# Карл Лаутербах
Карл Адолф Георг Лаутербах (на немски: Karl Adolf Georg Lauterbach) е германски ботаник и географ, изследовател на Нова Гвинея.

## Биография

### Младост (1864 – 1896)
Роден е на 21 април 1864 година в Бреслау, Кралство Прусия (днес Вроцлав, Полша). Изучава земеделие и ботаника в университетите в Бреслау и Хайделберг. През 1888 година получава докторска степен от Хайделбергски университет. През 1889 – 1891 година предприема околосветско пътешествие като посещава САЩ, Хавайските острови, Нова Зеландия, Австралия и остров Ява. През 1890 година посещава и изследва ботаническия свят на Германска Нова Гвинея.
През 1895 година, след смъртта на баща си, поема управлението на фамилните земи, но още на следващата година му е предложено и той поема ръководството на голяма германска експедиция в Нова Гвинея.

### Експедиции в Нова Гвинея (1896 – 1898)
От 1896 до 1898 година, заедно с австралийския географ от немски произход Ернст Тапенбах, изследват долината на река Раму (Отилиен Флюс). В горното ѝ течение откриват хребета Хаген, а Лаутербах установява в хребета Бисмарк, разположен покрай левия бряг на реката, височини над 4300 м.
През 1899 година провежда нова експедиция в този район и по течението на река Раму открива златни находища.

### Следващи години (1899 – 1937)
От 1898 до 1905 година е директор на немска компания със седалище в Берлин, занимаваща се с минни разработки в Нова Гвинея. От 1907 година се посвещава на обработката на своята ботаническа колекция в имението си в Бреслау, където умира на 1 септември 1937 година на 73-годишна възраст.

## Памет
Негово име носи род растение – Lauterbachia.